# Parsabad
Parsabad (persiska پارس آباد) är en stad i nordvästra Iran. Den är belägen i provinsen Ardabil på gränsen till Azerbajdzjan och är den nordligaste större staden i landet. Folkmängden uppgår till cirka 100 000 invånare.